# Ryan Kerrigan
(en) Statistiques sur pro-football-reference
Patrick Ryan Kerrigan, né le 16 août 1988 à Muncie, Indiana, est un joueur américain de football américain ayant évolué aux postes pendant onze saisons de linebacker et de defensive end dans la National Football League (NFL).
Après sa retraite comme joueur, il devient assistant entraîneur de la ligne défensive des Commanders de Washington en 2022.

## Biographie

### Carrière universitaire
Étudiant à l'université Purdue, Kerrigan joue au football américain universitaire avec les Boilermakers de l'université Purdue dans la NCAA Division I Football Bowl Subdivision (FBS) de 2007 à 2010.
Il y est désigné meilleur joueur défensif de la Big Ten Conference et joueur All-American par consensus en 2010.

### Carrière professionnelle

#### Draft
Kerrigan est sélectionné en 16e choix global lors du 1er tour de la draft 2011 de la NFL par la franchise des Redskins de Washington.

#### Philadelphie (2021)
Kerrigan signe un contrat d'un an avec les Eagles de Philadelphie le 17 mai 2021. Il y tient un rôle limité en tant que réserviste avant de devenir titulaire lors des deux derniers matchs de la saison. Il est pacé sur la liste des réservistes touchés par la Covid-19 en décembre et est réactivé une semaine plus tard,. Lors du match de Wild Card contre les Buccaneers de Tampa Bay, il réussit deux plaquages pour perte et 1 ½ sack.

### Carrière d'entraîneur
Kerrigan annonce qu'il prend sa retraite de la NFL en tant que joueur le 29 juillet 2022. Il rejoint la franchise de Washington pendant le camp d'entraînement en tant qu'entraîneur intérimaire et est nommé entraîneur assistant de la ligne défensive le 5 septembre 2022. Peu de temps avant cette nomination, il a été intronisé dans la liste des meilleurs joueurs de l'histoire de Washington.